# Evian Resort Golf Club
De Evian Masters Golf Club is een Franse golfclub in Évian-les-Bains in de Haute-Savoie. De baan ligt aan de zuidkant van het Meer van Genève, tegenover Lausanne.

## De baan
De baan is in 1904 aangelegd door de Amerikaanse golfbaanarchitect Cabell B. Robinson, in samenwerking met Robert Trent Jones. Vanaf de heuvelachtige golfbaan heeft de speler uitzicht over het meer en op de Alpen. De baan heeft 18 holes en een par van 72.